# Rue Morlot
La rue Morlot est une voie du 9e arrondissement de Paris, en France.

## Situation et accès
La rue Morlot est une voie publique située dans le 9e arrondissement de Paris. Elle débute au 7, place d'Estienne-d'Orves et se termine au 3, rue de la Trinité.
Le quartier est desservi par la ligne 12 à la station Trinité - d’Estienne d’Orves.

## Origine du nom

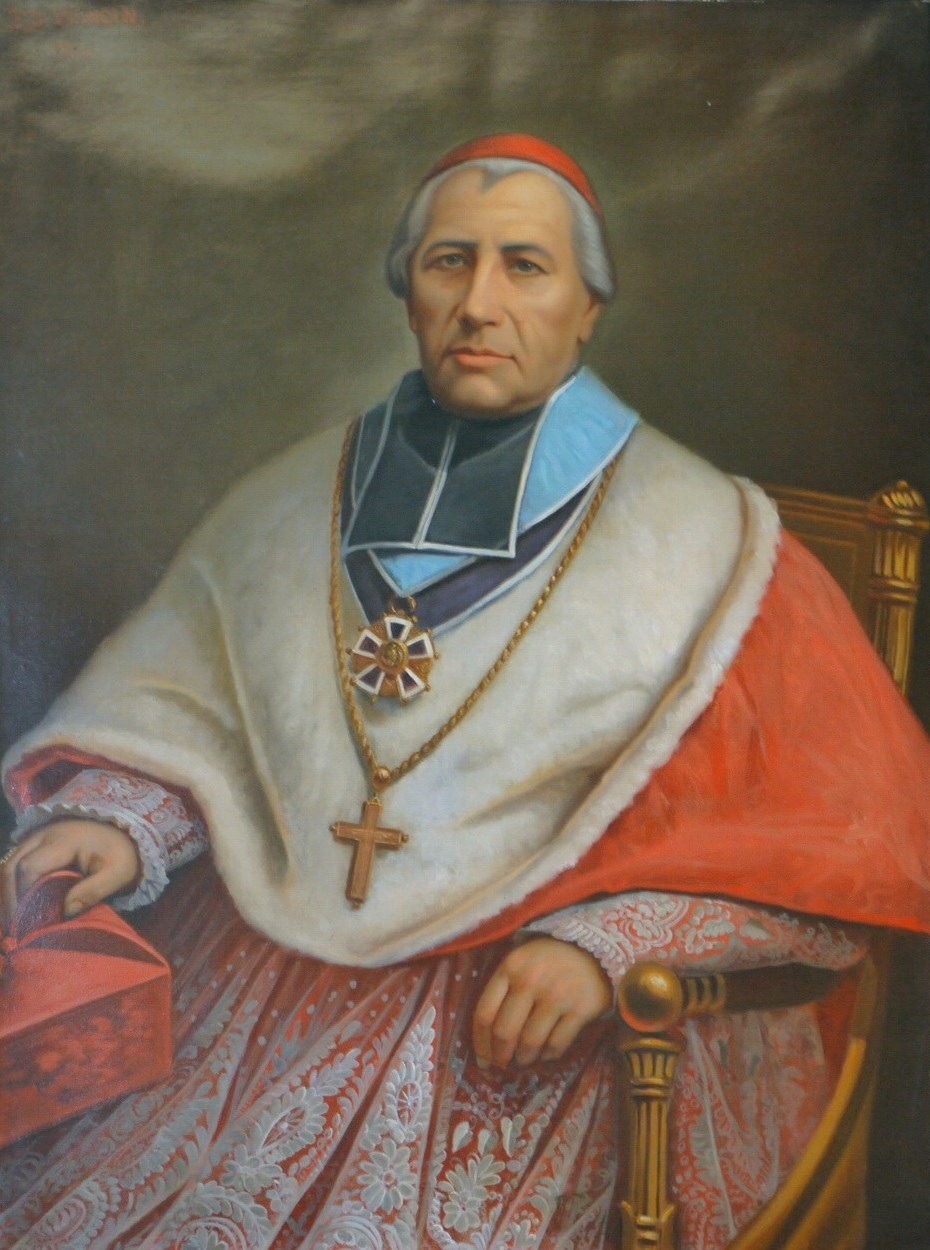
François-Nicolas-Madeleine Morlot.

La rue perpétue le souvenir de François-Nicolas-Madeleine Morlot (1795-1862), archevêque de Paris sous le Second Empire, qui fit ériger, entre autres églises, celle de La Trinité que la voie longe.

## Histoire
La rue a été ouverte par le décret du 19 décembre 1860, dans le cadre de l'érection de l'église de la Trinité et de l'aménagement des environs.